# إدارة المعلومات

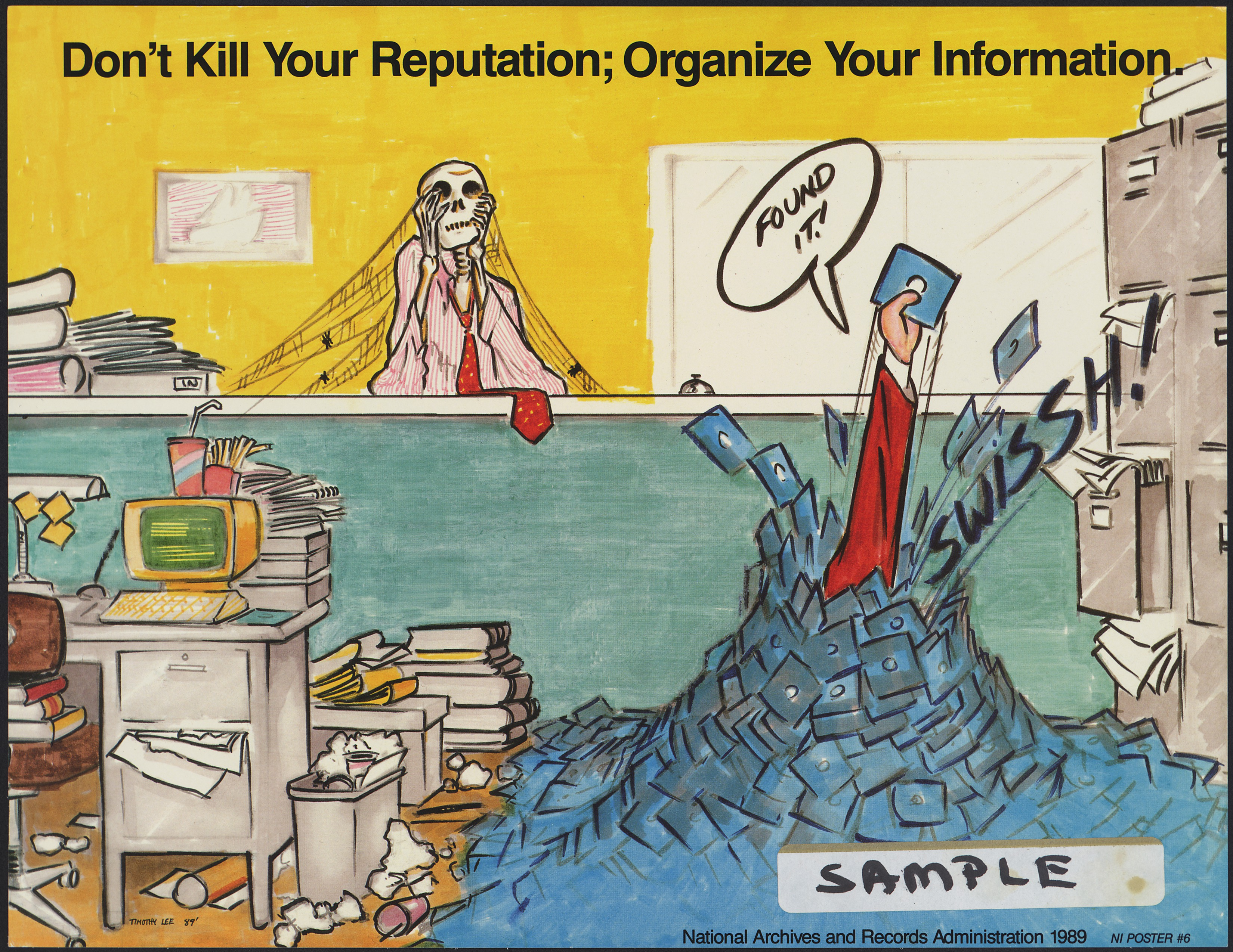
إدارة المعلومات ... تنسيق وترتيب المعلومات يختصر الوقت في إيجادها

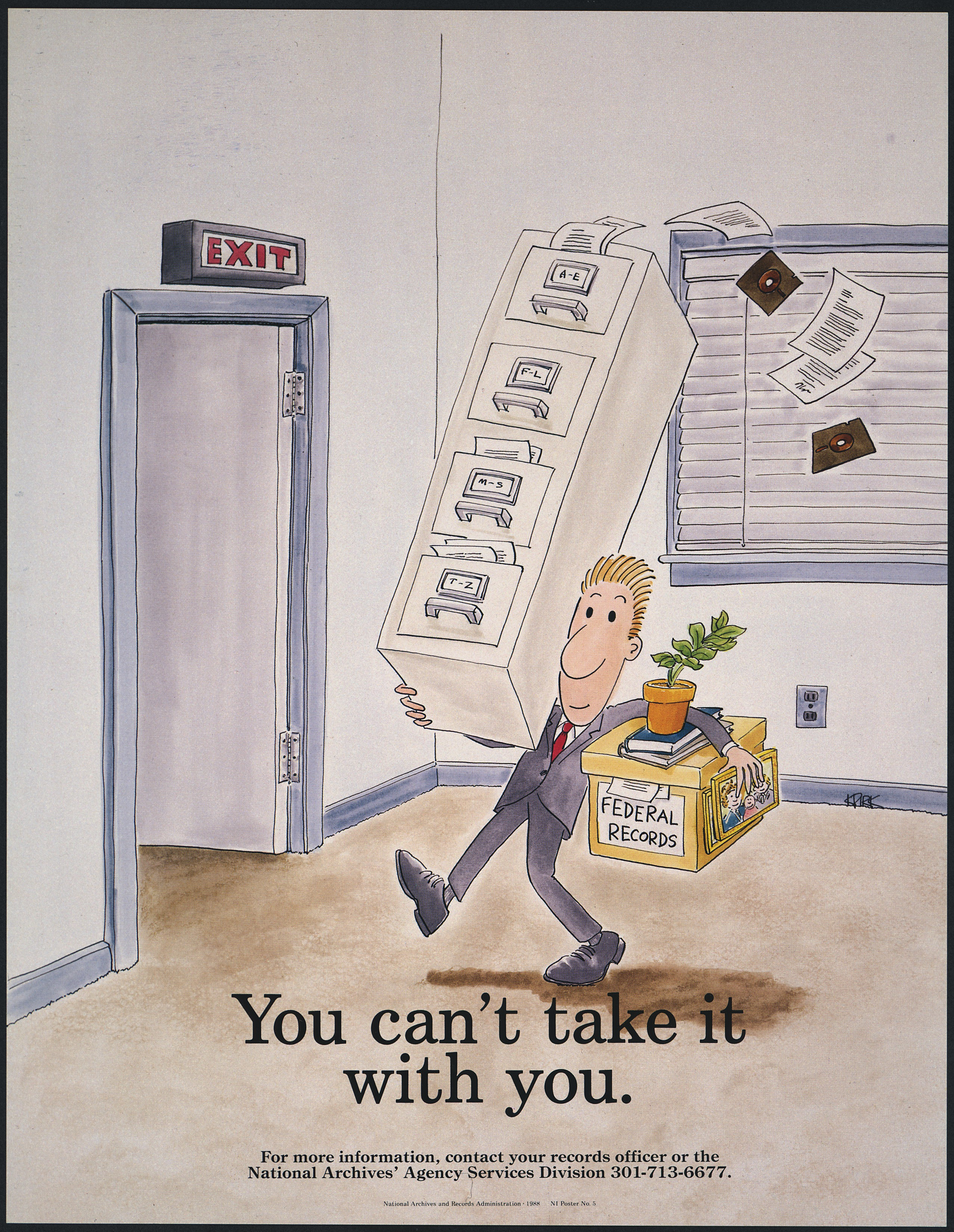
إدارة المعلومات ... ملفات المؤسسة لا يمكن أن تأخذها معك!

إدارة المعلومات (بالإنجليزية: Information Management)‏ يقصد بها جمع وإدارة وتوزيع المعلومات من مصادرها المختلفة ولمن يحتاجها بوصفها مورداً إستراتيجياً للمؤسسة.

## مفهوم إدارة المعلومات
إدارة المعلومات لا تعني الأنظمة أو التقنيات كما هو الحال مع نظم المعلومات أو تقنية المعلومات إنما هي مجموعة من الأنشطة والعمليات والممارسات التي تهدف الي تحقيق الكفاءة في المؤسسة. وقد ازداد الاهتمام بإدارة المعلومات في الآونة الأخيرة نتيجة التدفق الكبير للمعلومات عبر الإنترنت ووسائل الاتصالات الحديثة مما أجبرت الشركات والمؤسسات على إيجاد الطرق والوسائل المناسبة لتنظيمها وفلترتها ومعالجتها بغرض الاستفادة منها في اتخاذ القرار والتنبؤ على الخطوات المستقبلية حول شؤون إدارة عمليات الشركة.
المعلومات التي يتوجب إدارتها من قبل أي المؤسسة تشمل كلا من المعلومات الإلكترونية وغير الإلكترونية، حيث يجب أن يكون الهيكل التنظيمي في المنظمة قادر على إدارة ومعالجة جميع مراحل دورة حياة المعلومات بغض النظر عن مصدرها وطبيعتها.
والمعلومات هي التي نتجت عن معالجة البيانات Data والتي بدورها تتحول إلى معرفة بمجرد اختلاطها بخبرة المتلقي والمهارات التي يتمتع بها وبالتالي فالمعلومات هي أساس المعرفة و المعرفة كذلك هي الأساس و الخطوة الأولى للوصول إلى الحكمة و الصواب.

## مجالات إدارة المعلومات
ينطوى ضمن بيئة إدارة المعلومات المجالات التالية والتي تغطي كافة أنواع المعلومات المتداولة في أي منشأة:
- إدارة المحتوى Enterprise Content Management
- إدارة المعرفة Knowledge Management
- إدارة السجلات والأرشفة Record management and Archiving
- إدارة أتمتة الأعمال Business Process Management
- إدارة محتوى الإنترنت Web content management
- إدارة أدوات الإعلام الاجتماعي Socail media management
- ذكاء الأعمال Business Intelligence
- إدارة البيانات الرئيسية Master Data Management

وتعتمد عملية إدارة المعلومات على المبادئ التالية:
- أن المعلومات هي أحد أهم اصول المنظمة التي لها تأثير كبير على إنتاجيتها وبالتالي يجب الاهتمام بها والحفاظ عليها.
- يجب أن تتوفر المعلومات بين من يحتاجها داخل أي منشأة وفقا لصلاحية كل واحد منهم وبالتالي فإن التشارك في المعلومات بين العاملين أمر أساسي لنجاح أي منشأة.
- يجب الاهتمام بالاحتفاظ بالمعلومات وتسجيلها لتبقي لأطول فترة ممكنة حسب حاجة العمل ويتم ذلك من خلال توفير البرامج والأجهزة ووضع السياسات التي تضمن ذلك.

## دورة حياة المعلومات
- هي جميع السياسات والعمليات والممارسات والأدوات المستعملة لترتيب قيمة المعلومات وبيانات الأعمال مع البنية التحتية لتقنية المعلومات الأكثر ملائمة والأقل كلفة في الوقت الذي تعمل به هذه المعلومات مرورا بترتيبها النهائي وأن المعلومات سترتب وترصف طبقا لمتطلبات الأعمال من خلال إدارة السياسات ومستويات الخدمة المرتبطة مع التطبيقات والحقائق والبيانات